# دیوید ویس
یسرائیل دیوید ویس (به انگلیسی: Yisroel Dovid Weiss) یک خاخام یهودی ضد صهیونیسم است که به عنوان سخنگوی اتحاد یهودیان ضد صهیونیسم فعالیت می‌کند. وی معتقد است که یهودیان راستین، باید به صورت صلح‌آمیز با استقرار اسرائیل به عنوان یک کشور مستقل مقابله کنند. وی می‌گوید: «ما اجازه نداریم برای خود یک کشور داشته باشیم. حتی در یک سرزمین متروکه که ساکنینی ندارد.»